# Sugar City (Colorado)
Sugar City is een plaats (town) in de Amerikaanse staat Colorado, en valt bestuurlijk gezien onder Crowley County.

## Demografie
Bij de volkstelling in 2000 werd het aantal inwoners vastgesteld op 279.
In 2006 is het aantal inwoners door het United States Census Bureau geschat op 263, een daling van 16 (-5,7%).

## Geografie
Volgens het United States Census Bureau beslaat de plaats een oppervlakte van
1,0 km², geheel bestaande uit land. Sugar City ligt op ongeveer 1312 m boven zeeniveau.

## Plaatsen in de nabije omgeving
De onderstaande figuur toont nabijgelegen plaatsen in een straal van 32 km rond Sugar City.